# Neurales Zelladhäsionsmolekül 1
Das neurale Zelladhäsionsmolekül 1 (NCAM1), auch CD56 ist ein Oberflächenprotein aus der Gruppe der Zelladhäsionsmoleküle.

## Eigenschaften
NCAM1 vermittelt den Zellkontakt zwischen Neuronen und ist ein Zelladhäsionsmolekül an der prä- und postsynaptischen Membran. Es ist an der Bildung von Neuriten und am Lernvorgang beteiligt. NCAM1 ist mit Poly-Sialinsäuren glykosyliert und phosphoryliert. NCAM1 gehört zur Immunglobulin-Superfamilie mit fünf Immunglobulin-Proteindomänen zur Bindung an NCAM auf der jeweils anderen synaptischen Membran und zwei Fibronektin-Domänen des Typs III, die mit Neuritenwachstum assoziiert sind. Die Sialylierung ist essentiell für eine Bindung an andere NCAM. Von NCAM werden im Hirn von Ratten mindestens 27 alternativ gespleißte mRNA gebildet. Die wichtigsten drei Isoformen des NCAM1 sind eine Variante mit GPI-Anker aber ohne Transmembrandomäne von etwa 120 kDa und zwei Isoformen mit Transmembrandomäne von etwa 140 bzw. 180  kDa (Kilodalton).
NCAM1 ist der zelluläre Rezeptor des Tollwutvirus für die Bindung an die Zelloberfläche.